# Efecto señuelo

En marketing, el efecto señuelo (o efecto de dominio asimétrico) es el fenómeno por el cual los consumidores tenderán a tener un cambio específico en preferencia entre dos opciones cuando también se presenta una tercera opción que es asimétricamente dominante. Una opción es asimetricamente dominante cuando es inferior en todos los aspectos a otra opción; pero, en comparación a la otra opción, es inferior en algunos aspectos y superior en otros. En otras palabras, en términos de atributos concretos que determinan preferencia, está completamente dominado por (por ejemplo, inferior a) una opción y sólo parcialmente dominado por otra. Cuando la opción asimétricamente dominante está presente, un porcentaje más elevado de consumidores preferirá la opción dominante en caso de que la opción asimétricamente dominante este ausente. La opción asimétricamente dominante es por lo tanto un señuelo sirviendo para aumentar la preferencia de la opción de dominante. El efecto señuelo es también un ejemplo de la violación de la independencia del axioma de alternativas irrelevantes de la teoría de decisión.

## Ejemplo
Por ejemplo, si hay una puesta en consideración que implica reproductores de audio digital, los consumidores generalmente verán capacidades de mayor almacenamiento (número de GB) y precios más bajos como atributos positivos; mientras algunos consumidores pueden querer un reproductor que pueda almacenar más canciones, otros consumidores querrán un reproductor que cueste menos. En el caso 1, están disponibles dos dispositivos:
|                | A       | B       |
| -------------- | ------- | ------- |
| Precio         | 356,73€ | 267,55€ |
| Almacenamiento | 30GB    | 20GB    |

En este caso, algunos consumidores preferirán A debido a que su capacidad de almacenamiento es más grande, mientras que otros preferirán B por su precio más bajo.
Ahora suponemos que un nuevo reproductor, C, se añade al mercado; es más caro que A y B juntos y tiene más almacenamiento que B pero menos A:
|                | A       | B       | C       |
| -------------- | ------- | ------- | ------- |
| Precio         | 356,73€ | 267,55€ | 401,33€ |
| Almacenamiento | 30GB    | 20GB    | 25GB    |

La adición de C — la cual los consumidores presuntamente evitarían, dado que se puede pagar un precio más bajo por un modelo con más almacenamiento — causa en A, la opción de dominante, para ser escogido más a menudo que si sólo existieran las dos elecciones en la puesta en consideración 1; la C afecta las preferencias de los consumidor actuando como una base de comparación entre A y B. Más consumidores preferirán A ahora que antes, porque A es mejor que C en ambos aspectos, mientras que B es sólo parcialmente mejor que C. La C es por tanto un señuelo cuyo único propósito es aumentar las ventas de A.
En cambio, suponemos que en vez de C, se lanza un reproductor D que tiene menos almacenamiento que A y B juntos, y que es más caro que B pero no tan caro como A:
|                | A       | B       | D       |
| -------------- | ------- | ------- | ------- |
| Precio         | 356,73€ | 267,55€ | 312,14€ |
| Almacenamiento | 30GB    | 20GB    | 15GB    |

El resultado aquí es similar: los consumidores no preferirán D, porque no es tan bueno como B en ningún aspecto. Sin embargo, mientras que C aumenta la preferencia por A, D tiene el efecto opuesto, aumentando preferencia por B.